# Virginia Gardens
Virginia Gardens és una població dels Estats Units a l'estat de Florida. Segons el cens del 2000 tenia 2.348 habitants.

## Demografia
Segons el cens del 2000, Virginia Gardens tenia 2.348 habitants, 890 habitatges, i 596 famílies. La densitat de població era de 3.021,9 habitants/km².
Dels 890 habitatges en un 31,7% hi vivien nens de menys de 18 anys, en un 47,3% hi vivien parelles casades, en un 14,9% dones solteres, i en un 33% no eren unitats familiars. En el 27,1% dels habitatges hi vivien persones soles el 7,9% de les quals corresponia a persones de 65 anys o més que vivien soles. El nombre mitjà de persones vivint en cada habitatge era de 2,63 i el nombre mitjà de persones que vivien en cada família era de 3,22.
Per edats la població es repartia de la següent manera: un 23% tenia menys de 18 anys, un 7,6% entre 18 i 24, un 31,9% entre 25 i 44, un 23,9% de 45 a 60 i un 13,5% 65 anys o més.
L'edat mediana era de 38 anys. Per cada 100 dones de 18 o més anys hi havia 93,1 homes.
La renda mediana per habitatge era de 40.197 $ i la renda mediana per família de 44.800 $. Els homes tenien una renda mediana de 31.302 $ mentre que les dones 26.274 $. La renda per capita de la població era de 21.139 $. Entorn del 9,5% de les famílies i l'11,3% de la població estaven per davall del llindar de pobresa.

## Poblacions més properes
El següent diagrama mostra les poblacions més properes.